# Oso (Washington)
Oso (korábban Allen) az Amerikai Egyesült Államok északnyugati részén, Washington állam Snohomish megyéjében elhelyezkedő település. Az „oso” kifejezés spanyol nyelven medvét jelent.
Eastmont önkormányzattal nem rendelkező, úgynevezett statisztikai település; a Népszámlálási Hivatal nyilvántartásában szerepel, de közigazgatási feladatait Snohomish megye látja el. A 2010. évi népszámlálási adatok alapján 180 lakosa van.
2014. március 22-én 10 óra 37 perckor az Osótól 6,4 km-re keletre fekvő hegy leomlása következtében 2,6 km2-es területet borított be a sár, melynek következtében 43-an meghaltak. 2016. május 13-án a Washington State Route 530 menti erdőtűz már több mint negyven hektár kiterjedésű volt.

## Fordítás
- Ez a szócikk részben vagy egészben  az   Oso, Washington című angol Wikipédia-szócikk ezen változatának fordításán alapul.  Az eredeti cikk szerkesztőit annak laptörténete sorolja fel. Ez a jelzés csupán a megfogalmazás eredetét és a szerzői jogokat jelzi, nem szolgál a cikkben szereplő információk forrásmegjelöléseként.